# Liga Premier de Hong Kong 2015-16
La Liga Premier de Hong Kong 2015-16 es la segunda temporada de la Liga Premier de Hong Kong, la máxima categoría del fútbol en Hong Kong.  La temporada comenzó el 12 de septiembre de 2015, y concluyó el 7 de mayo de 2016.
El Kitchee SC partió como defensor del título.

## Equipos
Un total de 9 equipos participaran en la liga, ocho de la Liga Premier de Hong Kong 2014-15, y el Southern FC, ascendido de la Primera División de Hong Kong 2014-15, quien sustituyó al Tai Po.

### Datos generales
Nota: Tabla en orden alfabético.
| Equipo               | Entrenador         | Estadio                        | Ciudad         | Capacidad |
| -------------------- | ------------------ | ------------------------------ | -------------- | --------- |
| Biu Chun Rangers     | Yan Lik Kin        | Kowloon Bay Park               | Kowloon Bay    | 1200      |
| Dreams Metro Gallery | Cristiano Cordeiro | Sham Shui Po Sports Ground     | Cheung Sha Wan | 2194      |
| Eastern AA           | Chan Yuen Ting     | Mong Kok                       | Mong Kok       | 6769      |
| KC Southern          | Cheng Siu Chung    | Aberdeen Sports Ground         | Aberdeen       | 4000      |
| Kitchee SC           | Chu Chi Kwong      | Mong Kok                       | Mong Kok       | 6.679     |
| Pegasus FC           | Lee Chi Kin        | Hong Kong                      | Son Ko Po      | 40 000    |
| South China          | Ricardo            | Tseung Kwan O Sports Ground    | Tseung Kwan O  | 3500      |
| Wong Tai Sin         | Chiu Chung Man     | Hammer Hill Road Sports Ground | Choi Hung      | 2200      |
| Yuen Long FC         | Fung Hoi Man       | Yuen Long Stadium              | Yuen Long      | 4932      |

### Jugadores foráneos
El número de jugadores extranjeros está restringido a seis por equipo, incluyendo un jugador de los países de la AFC, con un máximo de cuatro en cancha durante los partidos.
| Club                 | Jugador 1       | Jugador 2         | Jugador 3      | Jugador 4        | Jugador 5             | Jugador AFC    |
| -------------------- | --------------- | ----------------- | -------------- | ---------------- | --------------------- | -------------- |
| Biu Chun Rangers     | Mauricio        | Paulo Cesar       | Dieguito       | Ernesto Gómez    | Quentin Lendresse     | Gee Kyung-hun  |
| Dreams Metro Gallery | Pablo Gallardo  | Leonidas          | Miroslav Saric |                  |                       | Kenji Fukuda   |
| Eastern              | James Meyer     | Clayton           | Diego Eli      | Giovane          | Michel Lugo           | Andrew Barisic |
| GS Wong Tai Sin      | Everton Camargo | Naves             | Reinaldo       | Mirko Teodorović | Yoon Dong-hun         | Yuto Nakamura  |
| HK Pegasus           | Dhiego Martins  | Eduardo Praes     | João Emir      | Admir Adrović    | Kristijan Naumovski   |                |
| KC Southern          | Tomas           | Wellingsson Souza | Diego Garrido  | Jonathan Carril  | José María Díaz       |                |
| Kitchee              | Fernando Recio  | Dani Cancela      | Fernando Recio | Jordi Tarrés     | Rufino Segovia        | Kim Tae-Min    |
| South China          | Luiz Carlos     | Mahama Awal       | Cristian Mora  | Félix Borja      | Bojan Mališić         | Ryan Griffiths |
| Yuen Long            | Fábio Lopes     | Gustavo Silva     | Luciano Silva  | Stefan           | Aleksandar Randelovic | Park Chan-Jong |

## Tabla de posiciones
|    | Equipos de fútbol     | PJ | G  | E | P | GF | GC | Dif | Pts |
| -- | --------------------- | -- | -- | - | - | -- | -- | --- | --- |
| 1. | Eastern AA (C)        | 16 | 12 | 2 | 2 | 35 | 13 | +22 | 38  |
| 2. | Kitchee SC (O)        | 16 | 11 | 4 | 1 | 32 | 11 | +21 | 37  |
| 3. | South China AA (A)    | 16 | 9  | 2 | 5 | 26 | 21 | +5  | 29  |
| 4. | Southern FC (A)       | 16 | 6  | 5 | 5 | 26 | 21 | +5  | 23  |
| 5. | Hong Kong Pegasus (A) | 16 | 4  | 5 | 7 | 22 | 27 | -5  | 17  |
| 6. | Dreams Metro Gallery  | 16 | 4  | 4 | 8 | 19 | 30 | -11 | 16  |
| 7. | Yuen Long             | 16 | 3  | 6 | 7 | 21 | 32 | -11 | 15  |
| 8. | Hong Kong Rangers     | 16 | 2  | 5 | 9 | 15 | 29 | -14 | 11  |
| 9. | Wong Tai Sin (D)      | 16 | 2  | 5 | 9 | 17 | 29 | -12 | 11  |

Pts = Puntos; PJ = Partidos jugados; G = Partidos ganados; E = Partidos empatados; P = Partidos perdidos; GF = Goles anotados; GC = Goles recibidos; Dif = Diferencia de goles

(C) = Campeón; (D) = Descendido; (P) = Promovido; (E) = Eliminado; (O) = Ganador de Play-off; (A) = Avanza a siguiente ronda.

Fuente:
1. ↑  Ganador del Senior Shield de Hong Kong 2016.
2. ↑  Ganador de la Copa de la Liga de Hong Kong 2016.
3. ↑  Clasifica a la Ronda de Play-Off, ya que el Eastern AA ganó el Sénior Shield 2015-16 y el Kitchee SC ganó la Copa de la Liga.
4. ↑  Clasifica a la Ronda de Play-Off, como ganador de la Copa de Hong Kong
5. 1 2  El HK Rangers ganó la serie particular.

|  | Fase de grupos de la Liga de Campeones 2017                                                           |
|  | Ronda de Play-Off de la Liga de Campeones 2017, como ganador de la eliminatoria de final de temporada |
|  | Clasifica a la eliminatoria                                                                           |
|  | Descenso a la Primera División de Hong Kong                                                           |

## Estadísticas

### Goleadores
Actualizado hasta la jornada 18.
| Posición | Jugador           | Club                 | Goles |
| -------- | ----------------- | -------------------- | ----- |
| 1        | Giovane da Silva  | Eastern              | 10    |
| 1        | Admir Adrović     | HK Pegasus           | 10    |
| 3        | Andrew Barisic    | Eastern              | 7     |
| 3        | Alex Akande       | Kitchee              | 7     |
| 3        | Mahama Awal       | South China          | 7     |
| 6        | Quentin Lendresse | HK Rangers           | 6     |
| 6        | Kenji Fukuda      | Dreams Metro Gallery | 6     |